# جائزة موناكو الكبرى 1980
جائزة موناكو الكبرى 1980 هو سباق فورمولا 1 أقيم بتاريخ 18 مايو 1980 في حلبة موناكو. كان السادس من أصل 14 في بطولة العالم لسباقات الفورمولا واحد موسم 1980. حلّ الأرجنتيني كارلوس ريوتيمان أولا بينما جاء الفرنسي جاك لافيت في المركز الثاني وحصل على المركز الثالث البرازيلي نيلسون بيكيه.